# نصر ساحق

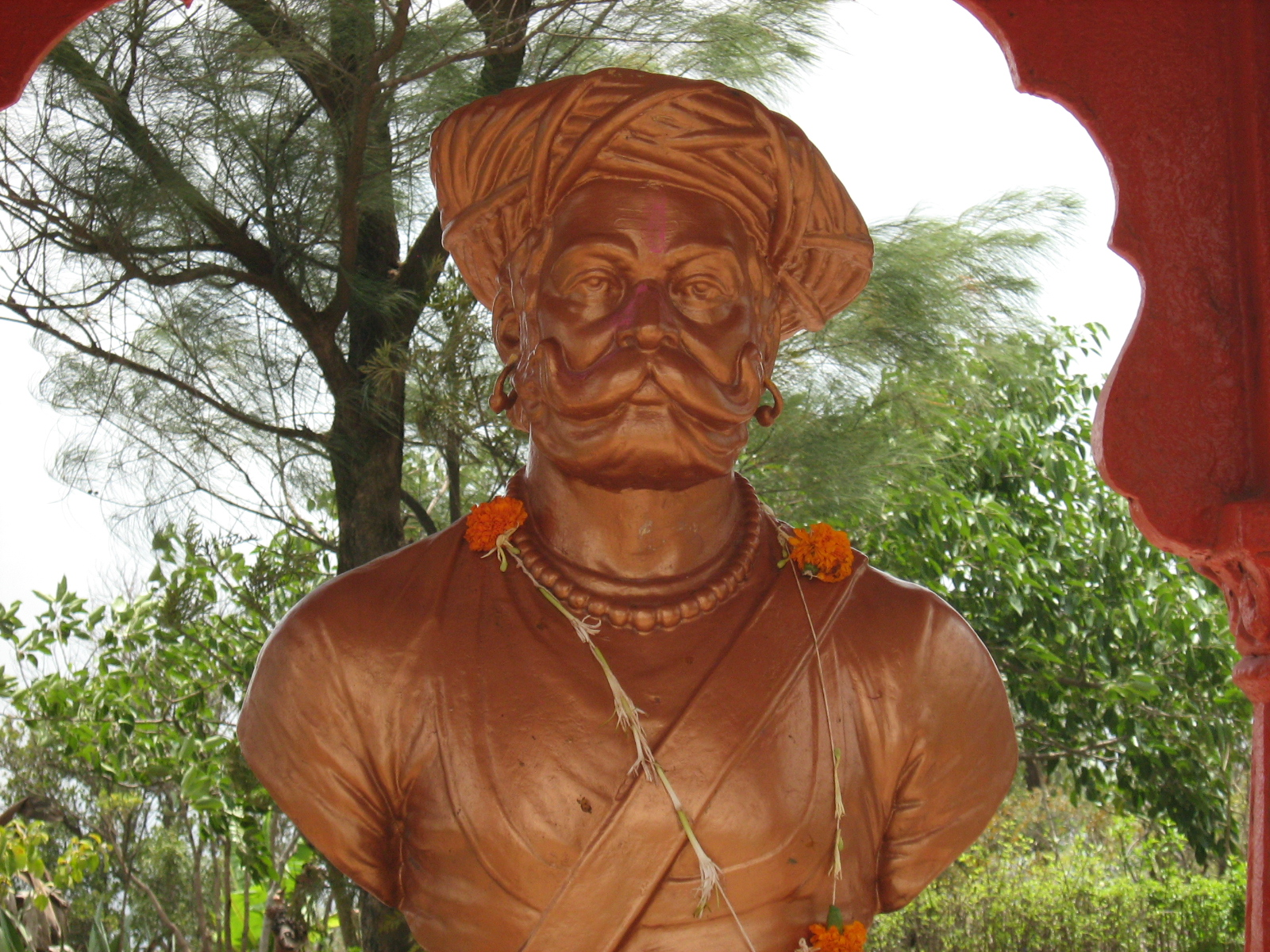

نصر ساحق هو وصف النصر ألذي يتم احرازه على صعيد التفوق على العدو في قلة عدد الخسائر وتحقيق الهدف الاستراتيجي من المعركة والحرب. ومن أمثلة هذه المعارك معركة كاناي و معركة كاوبينز و معركة سيدان و معركة ميدواي و معركة ستالينغراد.

## أنطر أيضاً
- نصر بيروسي
- نصر إستراتيجي
- نصر تكتيكي